# Championnats du monde de tir à l'arc 1931
Navigation
Édition suivante
Les championnats du monde de tir à l'arc 1931 sont une compétition sportive de tir à l'arc organisés en août 1931 à Lwów, en Pologne. Il s'agit de la première édition des championnats du monde de tir à l'arc.

## Palmarès
| Épreuves    | Or                                                   | Argent                                              | Bronze                                                  |
| ----------- | ---------------------------------------------------- | --------------------------------------------------- | ------------------------------------------------------- |
| Individuel  | Michal Sawicki (POL)                                 | Janina Kurkowska (POL)                              | René Allexandre (FRA)                                   |
| Par équipes | France René Allexandre Gaston Quentin Gaston Ducatel | Pologne Michal Sawicki Jan Choina Zbigniew Kosinski | Pologne Janina Kurkowska Marja Krolowna Irena Stefanska |